# Leucoptera aceris
Leucoptera aceris là một loài bướm đêm thuộc họ Lyonetiidae. Nó được tìm thấy ở Latvia đến Pyrenees, Alps và Bulgaria. Nó cũng từng được tìm thấy ở Bồ Đào Nha.
Ấu trùng ăn Acer campestre, Acer monspessulanum và Acer platanoides. Chúng ăn lá nơi chúng làm tổ. 